# 德特福德橋站
德特福德橋站（英語：Deptford Bridge DLR station）是碼頭區輕便鐵路的一個車站，位於倫敦東南部德特福德。該站位於倫敦第3收費區。德特福德橋站開通於1999年。

## 外部連結
- Docklands Light Railway: Deptford Bridge （页面存档备份，存于）